# 空母いぶき
『空母いぶき』（くうぼいぶき）は、かわぐちかいじ作、恵谷治監修による日本の漫画および作中に登場する架空の航空機搭載型護衛艦 (DDV) の艦名。『ビッグコミック』（小学館）にて2014年24号から2019年24号まで連載。
新シリーズ『空母いぶき GREAT GAME』（くうぼいぶき グレートゲーム）が、同誌にて2020年1号から連載中。
話数カウントは「第nソーティ」。

## 作品解説
本作品発表前、中華人民共和国（以下中国）の台頭にともない、特に2010年の尖閣諸島中国漁船衝突事件や、散発的に発生する尖閣諸島中国船領海侵犯事件を念頭に、日中関係の中で離島防衛および奪還作戦の可能性が現実味を帯びていた。また、2012年に政権交代により誕生した第2次安倍内閣（安倍晋三首相）は平和安全法制の制定を目指し、国会での議論が行われていた。
そのような時代背景の中で発表された本作品は、『沈黙の艦隊』『ジパング』で知られるかわぐちかいじの得意とする軍事作品であるが、彼がかつて発表した作品の中でも、より現実的かつ具体性に富んだものとなっている。主役となる空母いぶきと登場人物こそフィクションであるが、登場する地名、国家、いぶき以外の兵器などは実在するものが描かれる。
本作品では新型護衛艦の艦長と副長、また政治家とジャーナリストという思想信条の相違を対立軸にし、互いに認められる部分とそうでない部分、さらにはそれら全てを乗り越えて、切迫する事態へいかに対処するかがメインテーマとなっている。
また、『沈黙の艦隊』でもそうであったように、国際政治の場における日本と中国をはじめとする各国の政治家の姿もリアリティを持って描かれている。
兵器や部隊の運用については、読者から誤りも指摘されつつ一定のリアリティを以って描かれている。ただし、作者の過去作にも通じる外連味あふれる描写も多い。
年代設定は開始時点が「20XX年」（翌々年が「20XY年」、5年後が「20YX年」、その翌年が「20YY年」）とされている。20XX年10月の場面で「自衛隊発足（1954年）から60年」という発言や、「2012年（9月）日本が尖閣諸島国有化」という発言があるため、「20XX年」は早くても2012年10月以降と予想される。
2017年度、第63回小学館漫画賞一般向け部門を受賞した。2025年5月時点でシリーズの累計部数は1000万部を突破している。

## あらすじ

### 空母いぶき
20XX年10月、嵐の中で遭難者に擬装したと思われる工作員が、尖閣諸島の南小島に上陸し、「この島は中国固有の領土であり、中国本土の船舶を待つ」と主張する「尖閣諸島中国人上陸事件」が発生する。さらに、日本の領海に侵入を図る中国海警局の船舶と海上保安庁巡視船との衝突、調査目的で派遣された護衛艦への威嚇射撃と事態がエスカレートしていく。
日本政府は、なかば中国に屈する形で事態の収拾を図ろうとする。だが、中国の行動に危機感を覚えた首相は、同時に新型護衛艦の就役と、その艦船を旗艦にした新護衛隊群の創設を柱とする「ペガソス計画」の前倒しを決定する。
事件から1年後、事実上自衛隊初の空母である「いぶき」が完成。艦長には元航空自衛隊のエースパイロットという異例の経歴を持つ秋津竜太一佐が任命され、副長兼航海長には新波歳也二佐が選ばれる。
翌20XY年4月、「いぶき」が南鳥島沖での演習航海中、中国軍は「曙光工程」を発動、突如として日本への侵攻を開始する。中国軍は先島諸島（与那国島）や尖閣諸島を制圧し、戦後初の戦死者を出したことに加え、一連の軍事行動に対して声明を出さない中国に対し、日本政府は内閣総理大臣である垂水慶一郎の指揮により、史上初の防衛出動を下令。国内では戦争が始まるのではないかと危惧しはじめる。
訓練中だったいぶき艦隊は現場へと急行するが、中国軍も新型空母「広東」を中核とする北海艦隊を先島諸島へと向かわせていた。動き始めた中国政府との交渉は決裂し、ついに実力行使による領土奪還作戦「隼」が発動される。
制圧された先島諸島では住民は監視下に軟禁され、尖閣諸島へは軍備を進める中国軍に対し、接近する自衛隊との間で生じた小競り合いは次第に激化し、中国軍潜水艦の撃沈、尖閣諸島への砲撃も含め多数の死傷者も出始めた。政府間の交渉も遅々として進まず、国内に留まらず周辺国からの圧力も高まっていく。
緊張を遮るように通過した大型台風で一時休戦の様相となるも、天候が回復すると同時に中国軍は行動開始。それを確認した自衛隊は応戦の末、艦載機の機銃によって空母広東のデッキが破壊されたことが決め手となり戦闘は終結する。
直後、着艦も帰国も不可能となった中国軍機を石垣空港、与那国空港へ誘導し強制着陸させ事実上の中国軍降伏となった。

### 空母いぶき GREAT GAME
「いぶき」と「広東」の戦いから5年後の20YX年9月。北極海に護衛艦「しらぬい」が調査研究目的で派遣された。そのころ、同じ北極海で調査をしていたアルゼンチン籍の海洋調査船「ディオサ号」が海中で浮遊していたソナーらしきものを引き上げるが、その直後に発射元不明の魚雷攻撃を受ける。「ディオサ」は魚雷の直撃を免れたが、機関停止。付近にいた「しらぬい」は、艦長・蕪木薫二佐の判断で武器等防護を適用し第二派攻撃を処理する。薫木はディオサ号を救助船に引き渡すまで曳航することを司令部に進言し、司令部は武器の使用を認めないことを条件にこれを許可。また、ディオサ号が引き上げた機器は、ロシア連邦軍の海中ソナーだと推測された。
「しらぬい」は「ディオサ」を曳航して救助船との合流を目指すが、「ディオサ」が手配した救援船は軍事摩擦を懸念して引き返してしまう。これを受け日本政府は「しらぬい」と「ディオサ」の救援と保護のため、護衛艦「いぶき」と「ちょうかい」の緊急派遣を閣議決定する。そしてアメリカ政府も「ディオサ」のソナー拾得を聞きつけ、ハワイから第三艦隊の艦船を緊急出動させた。「しらぬい」はロシアの妨害とアメリカの干渉を切り抜け、「いぶき」艦隊と合流。母港大湊に帰還するが、基地内にて係留中の「ディオサ」が何者かによって爆破され、回収したソナーと共に沈没する。責任を感じ降任も覚悟した蕪木だったが、政府として対応にあたった総理大臣柳沢律子からの指名を受けこれを受諾。翌20YY年4月、一佐となり「いぶき」艦長に着任した。
「いぶき」艦長に蕪木を迎え、新たな編成となった第5護衛隊群。温暖化が進む北極海を中心に、各国が主導権を握ろうとする「GREAT GAME」が展開される。

## 登場人物

### 日本人

#### 自衛隊関係者

##### 第5護衛隊群所属
秋津 竜太（）
主人公。初登場時は航空自衛隊所属で、階級は二佐。元々は戦闘機乗り（ファイター・パイロット）で、「空自始まって以来のエースファイター」と呼ばれたほどの英才。ノーフォーク海軍基地で研修を積み、海上自衛隊へ転属。最年少で一佐へ昇格し、「いぶき」の初代艦長を務める。
公の場で自らの立場を「軍人」と発言したり、第5護衛隊群について「アジアを守らなければ日本も守れない」として「アジア最強」を掲げ、抑止力による戦争回避を主張するとともに、いざとなった場合には武力衝突も視野に入れている。ほかにも艦隊の前に陣取る元級潜水艦の魚雷発射口外扉開口音を感知した時は「急迫不正の侵害」に当たるとして先制攻撃を具申するなど、「力には力をもって思い知らせる」という信念を持ち、「自衛官として国防をどう考えるか」という点で新波とは方向性を異とする。一方、少年期に天安門事件を目撃した劉に対し、秋津はベルリンの壁崩壊の場に居合わせたとされている。
「隼」発動後の状況の変化において新波と涌井との内密の会談にて中国海軍の本土からの援軍などの動きが全くないことを確認しており、秋津は中国政府と中国海軍は一枚岩では無いことを推測する。
「隼」終盤、「広東」が空母としての運用機能を喪失したタイミングを計り「広東」にガード・チャンネルによるアプローチを仕掛ける。
『GREAT GAME』では海将補に昇格し、第5護衛隊群司令を務める。「いぶき」次期艦長に蕪木薫を推薦している。
新波 歳也（）
本作品のもう一人の主人公。海上自衛隊所属の自衛官。階級は二佐。秋津と「いぶき」艦長の座を競うが、艦長には秋津が選ばれ、自身は副艦長兼航海長を任される。
自衛隊が発足以来60年間一人も任務で殺傷していないことを誇りに思っており、尖閣諸島中国人上陸事件に際しての垂水首相の決定を「勝ち戦だった」と評価し、また「自分が乗る艦で誰も海で死なせたくない」「モニターの光点は艦か機であると同時に人間である」「自衛官に必要なのは何があっても戦争を阻止する覚悟」といった信念を持つ。そのため、秋津の思想や行動には懐疑的で、「自衛官が持ってはならない野心がある」と感じているが、艦長として彼が努力していること自体は評価しており、自衛隊や日本にとって秋津の存在がどう影響するかという判断を先送りにしている。
『GREAT GAME』では一佐に昇格、「いぶき」艦長を務める。かつて部下であった蕪木が後任に推薦されていることに対し、一抹の懸念を示している。
「ディオサ号」事件の翌年、いぶき型2番艦「ほだか」艦長として、佐世保に異動となる。
涌井 継治（）
初登場時は「あたご」艦長、階級は一佐。のちに海将補へ昇格し、第5護衛隊群司令を務める。
尖閣諸島中国人上陸事件に際し、中国軍からの空対艦ミサイル攻撃を受け、「次は威嚇にあらず」との連絡を官邸へ伝えた。
曙光工程で現地へ急行する際、待ち伏せをかけて先制攻撃の意思を見せた元級潜水艦に対し、先のミサイル攻撃で防御が間に合わなかった記憶と敵艦300人の人命を奪うことの板ばさみとなり、自ら先制攻撃を行うか煩悶するが、日本が受ける壊滅的な被害を想像し、「けんりゅう」への攻撃命令を自制する。しかし、「広東」から発進した殲20がミサイルを放った後は、秋津に促される形ではあるものの、敵機の撃墜を即断し、自衛隊初の敵戦闘員の殺傷に繋がる。
『GREAT GAME』では海将に昇格、統合幕僚長を務める。
浦田 鉄人（）
涌井の後任となる「あたご」艦長。階級は一佐。
専守防衛を重んじており、隊内の一部で「旧日本海軍の『いぶき』が甦った」とはしゃぐ空気をいさめた。また、水谷司令官に対し、秋津の適性を疑問視する報告をしている。
浮船 武彦（）
「ちょうかい」艦長。階級は一佐。「アジア最強」を宣言した秋津に同調する。
普段はイケイケな性格。本気になると関西弁になる。
『GREAT GAME』では、引き続き「ちょうかい」艦長。
瀬戸 斉明（）
「ゆうぎり」艦長。階級は二佐。
「いぶき」護衛の先頭を航行していたが、戦闘で「ゆうぎり」が被弾し自身も負傷。「あまぎり」と布陣位置を交代した。
清家 博史（）
「せとぎり」艦長。階級は二佐。尖閣諸島攻略戦時では「あたご」を守るため防戦に徹したものの、「せとぎり」が被弾し戦闘が困難となったため、戦線離脱となる。
海老名 洋子（）
戦線離脱した「せとぎり」に代わり、第4護衛隊群より編入された護衛艦「あまぎり」艦長。階級は一佐。
『GREAT GAME』では、第5護衛隊群所属のイージス護衛艦「まや」艦長を務める。
滝 隆信（）
「けんりゅう」艦長。階級は一佐。
中国海軍潜水艦のキロ級・元級の性能向上と艦数の多さ、また広大な日本の領海域に対し、自衛隊の所有する潜水艦では手が回らないことを危惧している。また、防衛出動が発動された後も政府から戦闘を最大限回避するよう求められ、「いつまで現場に政治を負わせる気だ」と不満を表した。
「けんりゅう」をロストしたまま「あたご」への攻撃を行おうとした「遠征103」に対して、「戦闘下のサブマリナーとして命取りの未熟な技量」であるとして酷評している。その後、「あたご」を攻撃しようとした「遠征103」を背後から攻撃し、撃沈している。
淵上 晋（）
第92航空団司令兼飛行隊長。階級は一佐。
滝と同様、数で圧倒されている状況を問題視しているが、「無いものねだりを言っても無駄で、練度を上げるしかない」とある程度割り切っている。
多良間島空爆作戦では、団司令ながらF-35JBの予備機で出撃する。
迫水 洋平（）
アルバトロス小隊隊長。階級は三佐。コールサインは「アルバトロス1」。
F-35JBの初陣で小隊を率い、敵機4機を撃墜して撤退させた。また、ミサイルに追われた柿沼を叱咤し、ベイルアウトするよう呼びかけた。
最終決戦では「広東」空母機能破壊に向かうスパロウ隊の支援を行う。
『GREAT GAME』では一佐に昇格、第92航空団司令兼飛行隊長を務める。
柿沼（）
アルバトロス小隊隊員。階級は一尉。コールサインは「アルバトロス2」。
殲20の波状攻撃終了間際にミサイル6発同時攻撃の標的になり、回避行動を続け、レッドアウト寸前まで追い込まれる。高価な機体を守るため、僅かな回避成功の可能性にかけて急旋回を敢行するか決断を迫られるが、最終的には迫水の言葉と後に残す家族を思ってベイルアウトし、漂流しながらも救出された。映画版では一緒に救助された敵パイロットに銃を奪われ射殺された。
池谷（）
スパロウ小隊隊長。階級は三佐。空警500撃墜の任務を託される。
最終決戦では「広東」へ単機突入し機銃掃射を敢行、空母機能を破壊し第5護衛隊群を勝利に導いた。
江口（）
第92航空団隊員。階級は一尉。
多良間島空爆作戦で淵上団司令の僚機として出撃するが、中国軍の対空ミサイルに撃墜され安否不明。

##### その他の自衛隊関係者
水谷 敬吾（）
自衛艦隊司令官。階級は海将。
先島諸島原状回復陸海空統合任務部隊の司令官を任される。
加瀬 利男（）
「せとしお」艦長。階級は一佐。
戦闘の拡大を防ぐため、自艦をすれ違いざまに敵艦に体当たりさせる荒業に出る。
深堀 進（）
特殊作戦群副群長。階級は二佐。
与那国島奪還作戦部隊を指揮する。
沖村 聡志（）
防衛省情報本部情報官。階級は二佐。
展開した中国軍の動きを分析するとともに、学生時代の友人である沢崎と連絡を取り合う。

#### 日本政府関係者
垂水 慶一郎（）
内閣総理大臣。
内閣官房長官を務めていた際に、アメリカが引き受けていた役目の一端を担うためにペガソス計画を承認するなど周囲からはタカ派だと思われていた。しかし実際に尖閣諸島中国人上陸事件が発生し、「あたご」へのミサイル攻撃を受けるに至り、戦争に突入した場合の被害を考え、最終的に中国人を引き渡す決定を下し、「中国の圧力に屈服した」と批難を浴びる。同時にペガソス計画は本当に抑止力として機能するのか、それとも他国を刺激することによって衝突を招くのかを問い直すが、アメリカの軍事的影響力がアジアでも低下する中、中国の台頭の前では防衛計画を見直さざるを得ず、またアメリカに頼れない可能性を考えれば独自の防衛力を高める必要があるという考え自体は変っていない。
曙光工程発生当初は海上警備行動を発し、アメリカ合衆国大統領には米中全面戦争を怖れて「事態は日本独力で解決すべき」と伝えるなど、局地紛争に留めるべく腐心するが、中国政府が話し合いに応じないと判明した時は即座に日本初の防衛出動発動を決断した。
「GREAT GAME」では前総理として登場。柳沢総理の特使としてワシントンへ赴き、米国務長官との会談に臨む。
沢崎 勇作（）
アジア大洋州局参事官。
インドネシア・ジャカルタ勤務から本省へと呼び戻された。
ペガソス計画には一歩退いた立場で、「慎重派」としているが、一方で首相の現状認識も尊重している。分析力のみならず直感にも優れており、中国の活動から次の事態を的確に予測している。
「GREAT GAME」では国家安全保障局局長を務める。
石渡 俊道（）
内閣官房長官。防衛大臣を務めていた時期に、当時官房長官であった垂水と共にペガソス計画の絵図を描く。
尖閣諸島中国人上陸事件から発展した事態では、政権へのダメージを考えて安易に中国の圧力に屈しないよう主張、また事後にはこれを口実にペガソス計画の前倒しを狙うなど、思想的には垂水よりもタカ派的な面が見られる。
沖 忠順（）
防衛大臣。
酒井 彰（）
在中国特命全権大使。中国外交部の程副部長との交渉に臨んだ。外交官としてではなく、一人の親として程を説得しようと試みるが不調に終わる。
高見沢（）
アジア大洋州局局長。

#### その他の日本人
一の瀬 一（）
東都新聞の政治部記者で、報道に中立は存在せず、追従か批判しかないと断言する政府批判派の急先鋒。沢崎の旧知でもある。
拡大する中国の軍事力に対して、自衛隊の戦力では歯止めにならず、抑止力による戦争回避は現実的ではないと主張し、日本が中国に対抗して軍拡が止まらず軍事大国になると考え、政権が推し進める計画の象徴である「いぶき」の正式配備阻止を狙っていた。
曙光工程時には総理の会見で質問し、防衛出動の発動を予感する。無人島である尖閣諸島よりも、中国軍に拘束された3,150人の人命を優先すべきだと考えており、中国機撃墜後の会見では紛争の発端は日本政府の行動によるものと糾弾する。
事態の進行を自分の目で確認するため、最前線となった下地島に渡り、出撃するF-35JAをスクープした。
『GREAT GAME』では、政治部キャップとして引き続き現場に立つ。政府が「しらぬい」の救援保護に「いぶき」を出動させた際には沢崎に直接連絡を取り、北極海で何が起きているのか問い質そうとした。

#### 『GREAT GAME』よりの登場人物
蕪木 薫（）
「しらぬい」艦長。階級は二佐。秋津より新波の後任となる「いぶき」艦長に推薦されている。
防衛大学校入学前は暴走族で鳴らし、補導歴3回という変わった遍歴を持っているが、正義感は強く裏表のない人柄で、部下からの信頼も厚い。
過去「くらま」にて新波の部下だった。
「ディオサ号」を大湊まで曳航したが、同船が基地内で爆破されたことに責任を感じ降任も覚悟していた。しかし柳沢総理との面会で「責任は『いぶき』艦長として取るように」と打診され了承。事件の翌年、一佐に昇格。「いぶき」艦長に着任する。
栗田 健太郎（）
「しらぬい」副長。階級は三佐。
「ディオサ号」事件の翌年、二佐に昇格。「いぶき」副長兼航海長となる。
萩尾 則正（）
統合総隊司令部情報運用課所属。階級は二佐。
「ディオサ」を救出しようとした蕪木に対し、任務の範囲を超えていると中止を求める。その後、「ディオサ」の拾得物の画像から、それがロシアの設置したソナーであることを推測する。
梅津 康正（）
第92航空団アウル小隊隊長。階級は二佐。
「しらぬい」に向かうロシア空軍のSu-57に対応するため出撃。その結果、同機のステルス能力を「F-35と同等」と評する。
菊池 一政（）
第5護衛隊群所属の潜水艦「おうりゅう」艦長。階級は一佐。
柊 彰二（）
第5護衛隊群所属の護衛艦「むらさめ」艦長。階級は二佐。
大竹 良平（）
第5護衛隊群所属の護衛艦「くまの」艦長。階級は二佐。
一般大学法科を卒業後、幹部候補生として入隊。
藤倉 祥司（）
第5護衛隊群に編入された護衛艦「きりしま」艦長。階級は一佐。
柳沢 律子（）
日本国内閣総理大臣。日本初の女性首相。
キングリッジ司令官との会談で、「『ディオサ』を米軍に引き渡すように」との要求を退けた。その後、「しらぬい」の支援と保護のため「いぶき」と「ちょうかい」に北極海への緊急出動を命じる。
稚内・礼文島の自衛隊基地への侵攻にあたっては、躊躇なく防衛出動を下令した。
相米 栄一（）
内閣官房長官。
榎田 淳一郎（）
防衛大臣。
大杉 宏明（）
外務大臣。

#### 中国人

##### 中国人民解放軍関係者
階級については中国軍の階級も参照のこと。
馬大奇（）
海軍駐在武官。所属は総参謀部第2部第6処。階級は大校。
女性スパイを使い、与那国島の陸上自衛隊基地のデータを入手。曙光工程発生後に行われた日本の外務次官と話し合いの場では、1992年に制定された「中華人民共和国領海接続水域法」第2条に基づき、「釣魚島は中国の領土である」と主張した。沢崎は「今まで中国軍の中で軽んじられていた海軍の権勢拡大を狙い、作戦を主導して展開している」と分析している。
劉長龍（）
「広東」艦長。階級は大校。
「いぶき」を脅威ととらえ、全面対決する。
防衛省の情報では天安門事件を目撃した過去があるとされ、その資料を見た秋津は「力を渇望している」と分析している。
「広東」の空母機能が喪失したタイミングで、秋津から仕掛けられたガードチャンネルによるアプローチ通信を受信し応答。人命を優先して、帰艦不能となった艦載機の与那国島・多良間島への強制着陸を受け入れた。
王志強（）
海軍北海艦隊司令部政治委員。階級は中校。
馬からの連絡を受け、曙光工程を発動させる。
酒井大使からの連絡によると、「広東」艦載機強制着陸が報じられた直後、李少将と共に中央軍事委員会に拘束された模様。
姜暁岩（）
「ゆうぎり」に収容された殲20パイロット。階級は少校。
張凱歌（）
広東所属航空部隊「炎駒（）隊」隊長。階級は中校。
「いぶき」との最終決戦では魚雷攻撃を仕掛けるも第5護衛隊群の防戦により失敗。「広東」も空母機能を破壊され帰艦不能となったため、アルバトロス隊の誘導で与那国空港へ強制着陸させられた。
李永康（）
戦略ロケット軍所属。階級は少将。
王の妻の兄。防衛省情報部が傍受した中国軍の交信の分析の中で彼の名が浮上しており、北海艦隊空母部隊が無力化した際には核弾頭も搭載可能な準中距離弾道ミサイル、東風21Dを持ち出すと見られていた。
酒井大使からの連絡によると、「広東」艦載機強制着陸が報じられた直後、王中校と共に中央軍事委員会に拘束された模様。

##### 中国政府関係者
程朝旭（）
中華人民共和国外交部副部長。
曙光工程で占領した尖閣諸島を除く日本の領土および島民の解放の準備があると通達するが、日本政府が尖閣諸島を中国固有の領土と認めることという条件を突きつけ、日本政府の考え次第ではさらなる戦闘の拡大もありうるという態度を示す。その態度を第2回北京交渉でも崩さなかったため交渉も不調に終わり、日本政府が自衛隊に武力奪還作戦「隼」を決行させる要因となった。

#### 『GREAT GAME』より登場の外国人

##### アメリカ人
エドワード・キングリッジ
アメリカ軍・インド太平洋軍司令官。階級は大将。「しらぬい」が「ディオサ号」を曳航しているという情報を得て急遽来日し、柳沢総理と会見。「ディオサ号」をアメリカに引き渡すよう要求する。
ロイ・アームストロング
タイコンデロガ級ミサイル巡洋艦「ポート・ロイヤル」艦長。階級は大佐。
「しらぬい」と「ディオサ号」を繋ぐロープに艦首を突っ込んで強引に切断しようとしたが、蕪木の操艦に誘い出された「ハルゼー」との衝突を回避するためやむなく後退した。

##### ロシア人
アレクサンドル・ヤゾフ
ロシア連邦軍参謀本部情報総局所属の駐日ロシア大使館駐在武官。階級は大佐。「しらぬい」にSu-57を接近させたことへの日本政府からの抗議に対して大使に代わり外務省に出向いた。榎田防衛相、大杉外相、沢崎局長との面会で、「『しらぬい』と日本政府に対して一歩も退かぬ」との意思を伝える。
ユーリィ・グリゴリエフ
ロシア連邦軍東部軍管区司令官。階級は大将。次期大統領を狙うボグダノフ国防相の懐刀と目されている。
後に提督に昇進し、改編された北方艦隊の旗艦「シビリャコフ」艦長に着任した。
アレクサンドル・ボグダノフ
ロシア連邦政府国防相。階級は大将。
留萌沖での戦闘について、情報戦の先手を打ってロシアの現地テレビで「自衛隊に先制攻撃された」と主張した。宗谷事変の後、ロシア大統領選挙において勝利。新大統領となる。
ニコライ・ブーニン
ロシア連邦海軍大佐。カムチャッカ艦隊所属のアドミラル・ゴルシコフ級フリゲート「フロータ」の艦長を務めている。

##### その他の外国人
アニタ・スタンレイ
アルゼンチン籍海洋調査船「ディオサ号」・「ディオサⅡ号」のチーフ。
北極海にて海洋調査の最中に海深500ｍにて正体不明の水没物をクルーとともに拾い上げるが、その直後に謎の魚雷群の襲撃に遭遇する羽目に遭う。
アルベルト・ロペス
駐日アルゼンチン大使。アルゼンチン政府代表として、日本政府と共に「ディオサ号」への対応にあたる。
ミカエル・ヨハンソン
北欧油槽船団フラグシップ船長。スウェーデン人。蕪木の交渉に応え、船団をロシア北方艦隊と「ディオサⅡ号」の間に入らせ北方艦隊の武力行使を抑止する。

## 登場兵器

### 架空
ここでは、連載開始当時に運用前のものも含む。

#### 自衛隊
いぶき型護衛艦
ペガソス計画によって生み出された、自衛隊初の航空機搭載型護衛艦。分類上は軽空母となる。
設計はヘリコプター搭載護衛艦「いずも型」を改設計したものである。大きな特徴としては、日本初のスキージャンプ式の飛行甲板の採用がある。
艦載機はF-35JBが15機のみ配備されているが、これは専守防衛を鑑みて、航続距離の長い対地攻撃型ではなく、あくまで対潜水艦用であると説明するためである。
対空兵器はベース艦である「いずも型」同様、他の護衛艦と比較して少なく、SeaRAM2基とファランクス20ミリCIWSだけであり、艦隊の防衛は艦載機と随伴する護衛艦に任されている。
DDV-192 「いぶき」
新設された第5護衛隊群の旗艦。母港は横須賀。
艦名は第二次世界大戦中、マル急計画により重巡洋艦から設計変更されたものの、未完成のまま終戦を迎えた幻の空母「伊吹」にちなむ。建造中はコードネームの「ペガソス」の名で呼ばれていた。
自衛隊初となる洋上での協同運用がなされており、航空管制を航空自衛隊、操艦を海上自衛隊が担当する。
『GREAT GAME』では前作の戦闘を検証した結果を踏まえ、F-35JBを8機に減らして対潜ヘリを5機に増やすなど対潜比重を大きくした。「しょうなん」救援後、大湊基地に留まり北方海域の警戒にあたることとなる。
作中での艦長は新波1佐→蕪木1佐。
ほだか
いぶき型2番艦。佐世保に配備されている。現在の艦長は新波1佐。
F-35JBステルス垂直離着陸機
「いぶき」に15機のみ配備された新型機で、各5機編成の3小隊から成る。中距離空対空ミサイルは現実世界でも採用されたAIM-120 AMRAAMを搭載する。一方で短距離空対空ミサイルは現実世界で採用されたAIM-9X サイドワインダーではなく04式空対空誘導弾 (AAM-5)を搭載する。また空対艦ミサイルも現実世界で採用されたJoint Strike Missileではなく93式空対艦誘導弾 (ASM-2)を搭載している。機体価格は1機あたり150億円。
取り扱いを巡っては、『汎用・多目的機であり、「いぶき」に配備されているのは対潜のためである』とする政府・与党と、『対潜用というなら対潜ヘリでよく、対地攻撃能力を持つ当機種を搭載するのは専守防衛に反する』と主張する野党が対立する原因ともなっている。
殲20との性能比較は、当機がステルス性で上回ると見られている。
現実世界では、F-15Jの未改修機の一部の後継機としてF-35Bを42機導入する予定である。
F-35JAステルス戦闘機
F-35Aの航空自衛隊仕様。那覇基地に配備されており、曙光工程で発進した殲20に対応してスクランブルをかけたが、攻撃を阻止できなかった。
その後は第5護衛隊群支援のため、那覇基地所属の第9航空団所属機が下地島空港に駐留した。与那国・多良間の上空警戒に出撃するが、殲20による空爆により、多数のF-35AとC-2を失い下地島空港と宮古空港が使用できなくなったため、残存機は那覇基地に撤退した。
後に残存機を石垣空港に集結させ、特殊作戦群の支援に向かう。
現実世界では、F-35Aは2018年1月より三沢基地から順次配備・運用開始しており、105機を導入する予定。
『GREAT GAME』では、千歳基地所属機が領空侵犯のロシア軍機に対してスクランブルを行っている。また、三沢基地の他小松基地にも配備が確認されている。

#### 中国人民解放軍
広東級航空母艦
未完成の艦体を購入して再利用した「遼寧」とは違い、中国初の国産正規空母である。艦全体の外見は「ウリヤノフスク級原子力空母」に準じている。ただし第15ソーティ以降は002型空母そのもので描かれている。
殲20を60機艦載し、「遼寧」とは段違いの性能と装備を持つ。「遼寧」と同様、スキージャンプの発艦方式を採っている。
現実世界では2019年12月に、通常動力型空母である002型空母「山東」が初の中国国産空母として就役し、いずも型より一回り大きな準空母075型3隻がともに進水済み、全カタパルト発艦方式を採っているアメリカ超大型空母並みサイズの003型空母一番艦が2021年後半に、二番艦は2022年に進水する予定で、さらに075型準空母（強襲揚陸艦）5隻、076型軽空母8隻、004型原子力空母2隻が量産ベースに入っている。
「広東（）」
広東級のネームシップとなる1番艦で、北海艦隊空母部隊の中核をなす。艦名は広東省にちなむ。
物語序盤では1年で予定の試験航海中であったが、「いぶき」の就役に応じたかのように予定を繰り上げて試験航海を終え実動配備された。曙光工程鎮圧に向かう第5護衛隊群と対決すべく、尖閣諸島海域に向かう。
終盤では尖閣諸島・先島諸島海域において「いぶき」ら第5護衛隊群と海空戦を繰り広げるが、最終決戦時に単機突入したスパロウ隊隊長池谷のF-35JBによる機銃掃射でアレスティング・ワイヤーなどを破壊され、空母としての機能を喪失した。
「天津（）」
物語序盤にて就役し東海艦隊に配属された「広東」級2番艦で艦名は中国の直轄市である天津市にちなむ。待機中となっており、作戦には参加していない。
殲20(J-20)艦上戦闘機
中国初のステルス戦闘機。本作品では現実には存在しない艦載型が登場する。
曙光工程の口火を切る形で、与那国島の陸上自衛隊基地に配備されたレーダーサイトを空対地ミサイルで爆撃。多良間島沖上空ではRF-4Eに対して右翼のガンポッドで威嚇射撃をしたのち、ミサイルで撃墜した。第5護衛隊群との戦闘で多数が撃墜されるが、中国本土からの増援を受けて戦力を補充すると、下地島空港と宮古空港を空爆して第5護衛隊群の援護経路を断ち、決戦戦力として挑む。
第5護衛隊群との戦闘に於いて後述の理由か作戦上からか通常では考えられない運用が目立ち始めており、決戦序盤においては空対空ミサイルを艦隊に撃ち込んだり、最終決戦に於いて物量に任せて「いぶき」艦載機残存部隊にぶつけて混戦状態にし、その混戦の合間を縫って「炎駒隊」で構成された攻撃部隊が魚雷を装備した状態で海面すれすれに飛行し「いぶき」に時間差全方位魚雷攻撃を仕掛けた。
しかし、「いぶき」のF-35JBによって「広東」の空母機能が破壊されたことで着艦不能状態に陥った。その後、秋津の提案により与那国・多良間両空港へ強制着陸させられ、その模様は日本政府により全世界にライブ中継された。
性能的にはF-35JBよりもステルス性で劣ると指摘されているが、秋津は「パイロットの質が良くないため、本来の優れた機体性能を引き出し切れていない」と評している。第5護衛隊群での隠語は「鴉（カラス）」。
現実世界での運用は2017年3月より開始しているが、ステルス型空母艦載機は殲31(J-31)になると目されている。

#### ロシア海軍
シビリャコフ
ウリヤノフスク級原子力空母。艦番号23。改編された北方艦隊の旗艦。
外見はIMDS（国際海洋防衛ショー）2013にて出展された、ロシア将来航空母艦の中でクルィロフ国立研究所が提案した、プロジェクト23000E『シトルム』に準ずる。
リデル
リデル級原子力駆逐艦。艦番号131。改編された北方艦隊に所属している。

### 実在

#### 自衛隊の実在する兵器
第5護衛隊群
DDG-177 「あたご」（あたご型イージスミサイル護衛艦）
尖閣諸島中国人上陸事件発生を受け、「てるづき」と共に佐世保基地から調査目的で派遣され、尖閣諸島中国人上陸事件にタイミングを合わせて青島基地から出港してきた空母「遼寧」と対峙する。同時期に尖閣諸島沖に展開していた海上保安庁の巡視船と中国海警局艦船による衝突事故をきっかけに、「遼寧」を発艦した殲15によりミサイル発射を含む挑発を受けるが、ミサイルの距離が近すぎたため、防御が間に合わなかった。
第5護衛隊群編成に当たり、対空戦闘指揮艦として配備される。武力奪還作戦「はやぶさ」においては対空戦闘の他、地上攻撃にも従事し、中国軍による尖閣諸島の基地化を防ぐため、LRLAP弾により中国軍地上施設を破壊し、基地化を阻止した。
最終決戦においては、乱戦の隙を突いた殲20の魚雷攻撃から「いぶき」を守るため、魚雷と「いぶき」の間に割り込み盾になろうとするが、「あまぎり」の射撃によって艦にダメージを負うものの魚雷の直撃からは免れた。
DDG-176 「ちょうかい」（こんごう型イージスミサイル護衛艦）
南大東島沖で給油中の第5護衛隊群へミサイル攻撃を仕掛けてきた殲20をスタンダードミサイルで撃墜し、自衛隊として初めて敵戦闘員を殺傷した。
多良間島沖では、第2護衛隊群による上陸作戦開始に当たり、上陸作戦への脅威を排除するため、駆逐艦「哈爾浜」「洛陽」を54口径127mm単装速射砲によるピンポイント砲撃で無力化した後、F-35JBと共同で多良間島に配備された飛龍2（フェイロンFL2）地対艦ミサイルを破壊した。
『GREAT GAME』では、引き続き第5護衛隊群に所属し「いぶき」の随伴として北極海へ向かう。宗谷事変以降の戦闘で、機関室に被弾・沈没した。海上自衛隊の護衛艦が沈没するのは、シリーズ史上初めてである。なお、生き残った乗員（浮船艦長含む）は、他の第5護衛隊群所属護衛艦に分乗した。
DD-153 「ゆうぎり」・DD-156 「せとぎり」（あさぎり型汎用護衛艦）
「ゆうぎり」は尖閣諸島沖へ近づきつつある第5護衛隊群を攻撃し、F-35JBにより撃墜された殲20のパイロットを収容した。また「広東」艦隊との決戦において、前衛を務めていたが、殲20の放った対空ミサイルが「ゆうぎり」艦橋左舷側ウィングに直撃し死傷者を出したため、後衛に下がり艦の立て直しを図る。
「せとぎり」は、「あたご」による尖閣諸島基地化阻止を目的とした地上攻撃において「あたご」の護衛を務め、「あたご」を狙う「遠征103」の魚雷を対雷撃用装備で防戦するが、阻止できなかった魚雷から「あたご」を守るため、魚雷と「あたご」の間に割り込み、左舷に魚雷を受け、合計7名の死傷者を出す。「せとぎり」の機関部に損傷はないが、全速は不可能となり、第4護衛隊群の「あまぎり」と交代し、宮古島へ後退した。
DD-154「あまぎり」（あさぎり型汎用護衛艦）
第5護衛隊群のバックアップを務めていた第4護衛隊群所属艦であったが、「せとぎり」の損傷による戦線離脱のため、交代要員として第5護衛隊群に編入された。当初は第5護衛隊群の後衛を務め、対空戦闘に従事していたが、「ゆうぎり」損傷後は前衛を務める。
「広東」艦隊との決戦において、乱戦を利用し第5護衛隊群に肉薄する殲20炎駒隊の雷撃を阻止すべく、魚雷至近の「あたご」がダメージを負うことを承知のうえで砲撃により魚雷を破壊する。それにより「あたご」は魚雷の直撃を免れ、被害を最小限に抑えられた。
SS-504 「けんりゅう」（そうりゅう型AIP潜水艦）
多良間島沖において「遠征103」の放った雷撃を雷撃でもって相殺した。
尖閣諸島攻略時に於いて「あたご」を守るため攻撃に集中していた「遠征103」のバッフルズに入り背後からの雷撃で「遠征103」を沈め、北海艦隊空母部隊決戦時においては「南京」を無誘導雷撃という古典的な雷撃で戦闘不能に追い込み直-9Cと元級の追撃を躱して沖縄トラフに潜って帰還へと就く。

その他
DD-116 「てるづき」（あきづき型汎用護衛艦）
「あたご」と共に、尖閣諸島中国人上陸事件へ対応するため、佐世保基地から調査目的で派遣される。
DDH-183 「いずも」（いずも型護衛艦)
母港の呉から尖閣諸島攻略時の第5護衛隊群のサポートに回るため、イージス艦「あしがら」など第4護衛隊群を引き連れて出撃している。
現実世界では、2021年初にF-35Bを運用可能にするための甲板など改修が実施され、同年10月には米海兵隊のF-35Bによる発着艦テストが実施された。さらに、2024年度末ごろから艦首形状の変更を伴う第2次改修が予定されている。
SS-599 「せとしお」（おやしお型潜水艦）
多良間島沖において第5護衛隊群に合流した潜水艦だが「遠征102」の雷撃の第一波を放ったのを皮切りに雷撃の第二波阻止のために「せとしお」は体当たりを敢行し艦底にダメージは受けたものの「遠征102」に対して浮上撤退を余儀なくされる大ダメージを与えた。
SS-507 「じんりゅう」・SS-508 「せきりゅう」（そうりゅう型AIP潜水艦）
尖閣諸島攻略時において元級潜水艦の雷撃に対して応戦。
LST-4002 「しもきた」・LST-4003 「くにさき」（おおすみ型輸送艦）
両艦とも武力奪還作戦「はやぶさ」発動後、18時30分沖縄那覇港より陸自の上陸部隊の輸送を行う。その後、自衛艦隊の支援下で上陸作戦を敢行した。
RF-4E偵察機
那覇基地から発進した機体が中国軍に占領された多良間島上空に派遣される。目標地点到着寸前に殲20に遭遇し、警告射撃を受けた後も引き続き偵察を続け、第二弾攻撃前に島の撮影を狙うが、反転した敵機からの空対空ミサイルが直撃し、撃墜された。搭乗員2名は生死不明。
E-767早期警戒管制機
曙光工程において、中国海軍空母部隊の動きを捉える。その後も第5護衛隊群と一体運用され、中国艦隊に対する警戒の眼として行動する。
現実世界でも、事実上の空母に改修されるいずも型と一体運用することが検討されている。
SH-60K哨戒ヘリコプター
「いぶき」ほか各艦の艦載機として、対潜警戒や漂流するパイロットの救助を行う。
V-22垂直離着陸機
那覇基地まで水陸機動団を輸送した。
AH-64D戦闘ヘリコプター
東京都上空を飛行している。
UH-60JA多用途ヘリコプター
那覇駐屯地の上空を飛行している。
C-2輸送機
防衛出動発令後に自衛隊の輸送に使用。飛龍2の破壊後に特殊作戦群の空挺降下に登場。続いて第1空挺団も降下しようとしたが红旗7が破壊できない状態のため降下を中止し引き上げた。
その後、孤立した特殊作戦群に物資を投下するため1機だけ登場、察知した中国軍の高射機関砲の攻撃をエンジンに受けて被弾、撃墜される。物資投下は成功し、乗員はパイロットも含めて全員脱出して特殊作戦群と無事合流した。
なお、下地島空港に待機中の同型機もあったが台風通過後の殲20の襲撃によりすべて地上で撃破された。最終決戦においては再度第一空挺団二個大隊を乗せて、与那国島へと出撃する。
軽装甲機動車
高機動車
73式大型トラック
水陸機動団の車輛がLCACにより多良間島南海岸より揚陸される。
AAV7 水陸両用兵員輸送車
「しもきた」艦内においてLCACに搭載されている。
82式指揮通信車
与那国島で孤立した特殊作戦群を支援するべくC-2に搭載される。
89式5.56mm小銃
与那国駐屯地警備小隊および水陸機動団、特殊作戦群が使用する。
91式携帯地対空誘導弾・ブローニングM2重機関銃
特殊作戦群がC-2に積まれていた物資を回収後、反撃手段として用いられた。

##### 『GREAT GAME』よりの登場兵器
DD-120「しらぬい」（あさひ型汎用護衛艦）
蕪木薫が艦長を務める護衛艦。「ディオサ」に向けられた魚雷を短魚雷により迎撃。その後、「ディオサ」を救援船へ引き渡すべく曳航を開始する。
救援船が来ないことが判明すると、曳航先を日本へ変更。米ロの妨害をかいくぐり、「いぶき」「ちょうかい」と合流。母港大湊基地へと帰還する。
MQ-8「かもめ」
「しらぬい」に艦載されている無人哨戒ヘリ。
現実世界では、海上自衛隊は使用していない。
RQ-4Bグローバルホーク
航空自衛隊三沢基地に配備され、ノーザンライツによる戦果確認の為に北方領土方面へ飛行した。
FFM-2「くまの」（もがみ型多機能護衛艦）
大竹良平二佐が艦長を務める護衛艦。艦隊の陣形では基本的に最前列に位置する。留萌沖海戦ではロシア艦隊の進路上に機雷を敷設し、敵艦を牽制した。
なお、現実の「くまの」ではVLSは後日装備とされている。
DD-101「むらさめ」（むらさめ型汎用護衛艦）
柊彰二二佐が艦長を務める護衛艦。艦隊の陣形では基本的に最後尾に位置する。宗谷事変では「しょうなん」を左舷に横付けし、大湊へ向かう。
DDG-179「まや」（まや型イージスミサイル護衛艦）
海老名洋子一佐が艦長を務める護衛艦。艦隊の陣形では基本的にいぶきの左舷に位置する。北太平洋での対潜訓練では陣形を敢えて崩すことで敵潜役の「おうりゅう」を捕捉することに成功した。
SS-511「おうりゅう」（そうりゅう型AIP潜水艦）
菊池一政一佐が艦長を務める潜水艦。北太平洋での対潜訓練では「ちょうかい」を狙ったが、アクティブソナー発射直前に「まや」に捕捉された。
AGS-5106「しょうなん」（しょうなん型海洋観測艦）
宗谷岬沖10海里の宗谷海峡を航行中、ロシア製とみられる自爆型ドローンの攻撃を受け機関に被弾。航行不能となる。
U-125A
占領された礼文島、稚内分屯地上空を偵察飛行し、緊急事態発生と発信した。
DDG-174「きりしま」（こんごう型イージスミサイル護衛艦）
藤倉祥司一佐が艦長を務める護衛艦。「ちょうかい」沈没を受け、第3護衛隊群より編入された。
DD−103「ゆうだち」、DD−112「まきなみ」、DD−114「すずなみ」他2隻
修理のため大湊基地に帰還する第5護衛隊群と交代で宗谷海峡に展開する。全艦第3護衛隊群所属。

#### 中国人民解放軍の実在の兵器
「遼寧」
北海艦隊に所属する航空母艦。元々は未成艦となったアドミラル・クズネツォフ級航空母艦「ヴァリャーグ」で、廃艦後にスクラップとして中国に売却された後に改めて建造が再開され、中国初の空母として完成した。
尖閣諸島中国人上陸事件後、調査目的として派遣された自衛艦に対抗する形で、青島基地から艦隊3隻の中の一艦として派遣された。その後、海上保安庁の巡視船と、中国海警局の艦船衝突を受け、威嚇目的で艦載機の殲15を発進させる。
「長白山（）」（071型揚陸艦）
艦名は白頭山の中国語読みにちなむ。排水量は1万7千トン。
曙光工程に際し、海洋監視船・海警3901と共に尖閣諸島へ派遣され、海兵を上陸させて周辺の島々を占拠した。「あたご」による艦砲射撃後、艦載のホバークラフトを用いて負傷兵を艦内へ移送する場面が見られた。「広東」敗北後、部隊を収容し撤退を開始する。
「遠征（ユアンヂョン）102・103・115・116」（元級潜水艦）
「いぶき」の性能調査のため2艦が第5護衛隊群を追尾していたが、曙光工程対応に向かう艦隊の動向を判断しようと進路前方で待機し、一触即発の状況を生み出す。
再び姿を現した「遠征102」は「いぶき」に対して雷撃を行うが、無効化されたのちに「せとしお」の体当たりを受け、浮上撤退する。「遠征103」は「けんりゅう」に対して雷撃を行うも、魚雷が「けんりゅう」に雷撃で相殺されたために艦の位置が特定され、対潜ヘリの威嚇爆撃を受け撤退した。
尖閣攻略戦において他の同型艦の雷撃の中、再び出現し「あたご」に対して雷撃を行ったものの「けんりゅう」が察知し「せとぎり」の艦載ヘリコプターに伝達され、その雷撃は阻止されるが、戦功への焦りかさらに「あたご」に対して執拗な雷撃を仕掛け「せとぎり」が決死の防戦の末、大ダメージを受ける。だが「あたご」への攻撃に集中している隙に「けんりゅう」が「遠征103」のバッフルズに入り、そこからの雷撃を受け海底に沈んだ。その後に雷撃を仕掛けていた同型の「遠征115」および「遠征116」も戦線から撤退している。
決戦時には「115」｢116」と思しき2隻が「広東」艦隊へ攻撃を仕掛けんとする「けんりゅう」の前に立ち塞がるが、行きは「けんりゅう」の仕掛けたデコイ魚雷に誘導される形で「南京」への案内に利用され、帰りはそれに気が付いた一隻が道を塞ぐ形で「けんりゅう」を待ち構えるも海底谷という特殊な環境を利用したデコイ魚雷とマスカーを用いた攪乱によって「けんりゅう」を取り逃がしてしまう。
「西安（）」(蘭州級駆逐艦)・「銀川（）」「南京（ナンジン）」「太原（）」(昆明級駆逐艦)・「揚州（）」「黄岡（）」(江凱II型フリゲート)
「広東」が所属する北海艦隊空母部隊に所属する駆逐艦およびフリゲート。加えて少なくとも劇中描写から別に2隻が「広東」艦隊に加わっている。
上記6艦のうち「西安」「太原」「黄岡」はF-35JBの空襲でVLSを始めとした武装を破壊され無力化された。また、「南京」も「けんりゅう」の無誘導魚雷による雷撃を右舷艦首に受け浸水、戦闘力を失ってしまう。
その後、最終戦にて「広東」へ単機突入する池谷機の支援に来襲したF‐35JB二機の、ソニックブームを利用した攻撃により「銀川」「揚州」も損傷。それでも飛来したF‐35JBの片割れを制御不能・停止寸前になりつつもCIWSで撃墜し一矢報いた。
「哈爾浜（）」（052A型駆逐艦）・「洛陽（）」（053H3型フリゲート）
多良間島沖にて海上警戒を行っていたが、両艦とも「ちょうかい」の精密砲撃によって兵装を破壊され、撤退した。
殲15(J-15)艦上戦闘機
「遼寧」から発進し、「あたご」に対して威嚇のためミサイルを発射する。
多良間島上空では二機が空警500の護衛に付く。空警500が撃墜された後スパロウ隊との交戦に入り、僚機を犠牲にしての連携でスパロウ隊を圧倒するも、共に撃墜される。
空警500（KJ-500早期警戒機）
殲20などの中国海軍戦闘機との戦術データ・リンクを統べる。
多良間島上空にて護衛の殲15をともなって警戒行動を行っていたが、「いぶき」から飛び立ったスパロウ隊の急襲によって撃墜される。
作戦「はやぶさ」発動時の第5護衛隊群での隠語では「梟（フクロウ）」と呼ばれている。
その後、殲20戦闘機8機の護衛を付けて2機目が派遣された。
Il-76輸送機
与那国島でエアボーンを行ったのち、03式空挺歩兵戦闘車を空中投下した。新多良間空港へは红旗7を輸送する。
武直10（）(WZ-10)攻撃ヘリコプター
陸自の上陸部隊の情報が漏れたのを機に上陸部隊の掃討のために小部隊規模で派遣された。搭載する重火器で与那国島へ降下した特殊作戦群に多くの死傷者を生じさせたが、「いぶき」のF-35JBにより3機が撃墜され、またC-2の支援物資投下後には、特殊作戦群の手に渡った携帯SAMによって1機が撃破された。
「広東」空母艦隊にも同機が配備されており、台風通過後の艦隊再集結のコマで、4機が艦隊上空を飛行していた。
直-9C(Z-9C)汎用ヘリコプター
「広東」が所属する北海艦隊空母部隊に所属する汎用ヘリコプターで哨戒・対潜用途に使われている。
「南京」を戦闘不能にした「けんりゅう」の捜索の末、海上でのマスカーの泡で場所の特定を行いソノブイでさらに捜索を行うも空警500からの通信でF-35JBの接近を知り撤退を余儀なくされる。
03式空挺歩兵戦闘車
曙光工程において、Il-76により空中投下される。
红旗7（）地対空ミサイル自走型
Il-76により複数輸送され、陸上自衛隊に対する対抗策として、分散収容された島民による「人の盾」とともに配備された。C-2物資投下作戦でティンダバナにて配備されていた個体はF-35BJのマーベリックで撃破される。
9巻では久部良岳に配備された個体が登場。台風通過中にカモフラージュネットがめくれ、偵察に出ていた特殊作戦群に存在と位置をさらけ出した。また、尖閣諸島に向かう輸送船にも多数が積み込まれている。
飛龍2(フェイロンFL2)地対艦ミサイル牽引型
多良間島に多数配備されるも、「ちょうかい」を囮としたF-35JBによる爆撃によって破壊された。尖閣諸島にも搬入されていたが「あたご」による艦砲射撃により全て撃破された。
東風21D(トンフォン21D)
喜界島通信所が傍受した中国軍の交信を防衛省情報部での解析によると北海艦隊空母部隊が無力化された時の切り札として持ち出すと推測している。
鉄鷲四輪特殊車
劇中では87式25mm連装機関砲とHN-5携帯対空ミサイル2基を搭載した自走対空砲型が登場し、多良間島空爆作戦で対空射撃を行いF-35JBを撃墜。与那国島支援作戦では支援物資を投下していたC-2のエンジンを撃ち抜き墜落させていたが、その投下物資を回収した特殊作戦群によって破壊された。
岱山島（920型病院船）
第5護衛隊群への束縛として、基地再構築のための資材を積んだ輸送船とともに青島港から尖閣諸島に向けて出港。台風により進路変更を余儀なくされつつも無事尖閣諸島へ到達し、輸送艦の盾として同海域に停泊している。決戦終結後は「長白山」ともども撤退した。

#### アメリカ軍
ヴァージニア級攻撃型潜水艦
尖閣諸島攻略戦を外部から黙視していたアメリカ海軍所属潜水艦。「遠征103」の轟沈を確認している。
CVN-73「ジョージ・ワシントン」（ニミッツ級航空母艦）
国連での会談以後、第7艦隊群を率いてインド洋から南シナ海に向けて進撃を開始する。

##### 『GREAT GAME』より登場するアメリカ軍の兵器
DDG-97「ハルゼー」（アーレイ・バーク級駆逐艦）・CG-73「ポート・ロイヤル」（タイコンデロガ級巡洋艦）
第3艦隊の所属艦艇。ソナーを拾得した「ディオサ」を確保すべく北極海へ向かう。
SSN-21「シーウルフ」（シーウルフ級原子力潜水艦）/SSN-773「シャイアン」（ロサンゼルス級原子力潜水艦）
それぞれバレンツ海・オホーツク海で哨戒を行っており、ロシア艦隊・原子力潜水艦の動きを逐次報告していた。その後、「シーウルフ」は「ユーリ・ドルゴルーキイ」の追跡に向かい、「シャイアン」は追跡せずにハワイへの報告を優先した。
F-22
エルメンドロフ空軍基地所属機として4機登場。B-21と共にオペレーションノーザンライツに参加
B-21
エルメンドロフ空軍基地所属機として2機登場。F-22と共にオペレーションノーザンライツに参加。コールサインは「レイダー1」、「レイダー2」

#### ロシア軍

##### 『GREAT GAME』より登場するロシア軍の兵器
オリオン
ロシア軍で運用されている無人機。対艦ミサイルを4基搭載。「しらぬい」と「ディオサ」に向けミサイルを発射したが、「しらぬい」によってミサイル共々撃墜された。
「ピョートル・ヴェーリキー」（キーロフ級ミサイル巡洋艦）
ロシア海軍北方艦隊旗艦。「しらぬい」と米海軍第3艦隊の動きに呼応し北極海へと向かう。
アドミラル・ゴルシコフ級フリゲート
北方艦隊所属艦4隻が「ピョートル・ヴェーリキー」に随伴する。また、「しょうなん」の救援に向かう第5護衛隊群に対応して太平洋艦隊所属艦4隻がペトロパブロフスク・カムチャツキーとウラジオストクから宗谷海峡へ向かう。さらに、カムチャッキー艦隊の1艦、艦番号417「フロータ」が中央が公海となっている津軽海峡を通過する。
改編された北方艦隊にアドミラル・ゴルシコフ改良型フリゲート（艦番号：454）が配備された。
現実では、同級は2隻のみ就役。
ステレグシュチイ級フリゲート
「しょうなん」救援に向かう第5護衛隊群に対応して、太平洋艦隊所属艦4隻がアドミラル・ゴルシコフ級と共にペトロパブロフスク・カムチャツキーとウラジオストクから宗谷海峡へ向かう。
改編された北方艦隊に改良型ステレグシュチイ級フリゲート「グレミャシチー」（艦番号：337）が配備された。
ブーヤン級小型ロケット艦
改編された北方艦隊に「ブヤンM」（艦番号：453？）が配備された。
Su-57
ロシア航空宇宙軍で運用されている最新鋭主力戦闘機。現実では存在しない艦載型がシビリャコフに搭載されている。
「ユーリ・ドルゴルキー」「クニャージ・オレグ」（ボレイ型原子力潜水艦）
ロシア海軍の最新鋭弾道ミサイル原子力潜水艦。
バレンツ海の哨戒航路を外れ、東方（オホーツク海・マガダンより西へ30kmの海岸に完成したロシア海軍 戦略ミサイル原子力潜水艦（戦略原潜）地下基地）へと向かう。

## 作中に登場する用語・事件
ペガソス計画
新型護衛艦かつ日本国初の航空母艦の建造と、それを旗艦とする新たな護衛隊群（第5護衛隊群）の設立計画。伝説上の有翼の馬、ペガソスの名を冠している。
作中では「10年来」の計画とされており、尖閣諸島中国人上陸事件を受け、予定より半年ほど繰り上げられて、事件の約1年後の9月25日に「いぶき」が就役した。全体の計画にはアメリカ政府が協力したとされている。
第5護衛隊群
「いぶき」の就役に伴って設立された5番目の護衛隊群。航空自衛隊からは第92航空団が同行して「いぶき」の航空管制を務める。
航空機搭載型護衛艦1隻、イージスミサイル護衛艦2隻、汎用護衛艦2隻、AIP潜水艦1隻、艦隊補給艦1隻の7隻からなる。
『GREAT GAME』では新編され、航空機搭載型護衛艦1隻、イージスミサイル護衛艦2隻、汎用護衛艦1隻、多機能護衛艦1隻、AIP潜水艦1隻の編成となる。
尖閣諸島中国人上陸事件
20XX年10月4日、尖閣諸島の南小島へ中国人3人が上陸した事件。当初は折からの台風に巻き込まれた漁師が遭難したものと見られていたが、救助のために派遣された海上保安庁特別警備隊に五星紅旗を掲げて見せ、『尖閣諸島は中国の領土』と主張。さらに日本の救助を拒否して中国本土からの救助を待つと返答したことにより、日本政府は工作員が擬装したものと推測。さらに、領海侵犯のおそれのある中国海警局と巡視船との艦船衝突、続いて中国軍空母から発進した戦闘機のミサイル発射など開戦一歩手前まで状況が悪化する。
最終的には日本が中国人を引き渡すと中国政府へ通達し、中国が受け入れたことで一連の事態は収束するが、各方面に禍根を残すことになる。
曙光工程（）
20XY年4月25日未明に発動された、中国による軍事作戦。前段階としてスパイを使い、基地設備の配置を丸裸にすることをはじめとして周到に計画が練られており、日本政府や自衛隊は襲撃を受けるまで一切察知できていなかった。
第一段階で演習航海を装った空母「広東」から艦載機を発進させ、防空識別圏と早期警戒機の隙を突いて与那国島に駐屯する陸上自衛隊を強襲。レーダーサイトを破壊すると共に、空挺部隊および海上から揚陸部隊が上陸し、住民ともども島全体を占拠。さらに先島諸島に侵出し、尖閣諸島・多良間島を占領したほか、宮古島分屯基地のレーダーサイトを破壊した。この作戦の中で、中国軍の空降兵が、突発的ではあるが陸自の警備小隊長に発砲。小隊長も応戦して双方が死亡し、自衛隊は創設以来初めての戦死者を出すこととなった。これに対し、日本政府は当初海上警備行動、続いて史上初となる防衛出動を決定する。
第二段階として、『釣魚島は中国の固有の領土』との声明と実効支配を宣言し、占領地および拘束した島民と引き換えに、釣魚島が中国固有の領土であることを認めるように要求。同時に捕虜となった将兵の解放は明言しなかったことから、地上戦の可能性も視野に入れていると想定されている。
あえて日本に残っていた馬大奇との会談によると最終的にはアメリカ第7艦隊群にも攻撃目標と見据えていたものとしていると明らかにされた。
隼（）
陸上自衛隊・海上自衛隊・航空自衛隊の統合任務部隊による領土奪還作戦。
第一段階で海上優勢確保、第二段階で多良間島・与那国島を同時進行で奪還する独立作戦、第三段階で本格的な空母同士の戦闘へと進行する。
作戦には陸自から水陸機動団2個連隊と第1空挺団および特殊作戦群2個中隊、海自から第2護衛隊群・第5護衛隊群、空自から第9航空団が参加している。

### 『GREAT GAME』
（※時間帯は日本時間）
宗谷事変（）
20YY年4月12日、宗谷岬沖を航行中だった海上自衛隊 第1海洋観測隊（横須賀基地）所属の海洋観測艦「しょうなん」が突如、ロシアの自爆用ドローン「Kub-BLA」2機の自爆攻撃を受け航行不能になる。これを受け日本政府は『被弾した「しょうなん」の救援と保護』を名目に、「しょうなん」被弾地点より400kmの海域において訓練を行っていた「いぶき」艦隊を現場に急行させた。この「いぶき」艦隊の動きを察知したロシア海軍太平洋艦隊はペトロパブロフスク・カムチャッキー基地・ウラジオストク基地より、アドミラル・ゴルシコフ級フリゲート、ステレグシュチイ級フリゲート計8艦(以下『カムチャッカ艦隊』『ウラジオ艦隊』)が「しょうなん」被弾地点を目指し出港した。
翌日、4月13日夜。北海道西沿岸沖24海里の海域で、「しょうなん」を曳航し大湊基地へ帰投中の第5護衛隊群に、『ウラジオ艦隊』がミサイル一斉発射。戦闘の火蓋を切った。ミサイルは全て迎撃したものの、『カムチャツカ艦隊』と『ウラジオ艦隊』に挟撃されるのも時間の問題だった。そこで蕪木は、主砲の射程が長い62口径5インチ砲（127mm単装砲）を装備する「くまの」「まや」を先行させ、2艦による主砲攻撃で『ウラジオ艦隊』の無力化を提案。作戦案は秋津に承認され、「くまの」「まや」は妨害電波（ECM）による電子戦の中、「くまの」による機雷敷設の効果もあり、『ウラジオ艦隊』の無力化に成功。『カムチャツカ艦隊』も『ウラジオ艦隊』救援のために第5護衛隊群の追跡を止め、戦闘は終結した。
宗谷侵攻（）
20YY年9月某日。
0:20、北海道礼文島の第308沿岸監視隊派遣隊基地・北海道稚内市の稚内分屯地が身元不明の武装勢力(ロシア海軍・スペツナズ)により強襲され、僅か15分で制圧する。
4:55、突如音信不通となった稚内分屯地の全ゲートに無人戦車が配置され、ロシア軍による制圧が明るみとなる。
11:30、ロシア海軍ウラジオストク基地より、戦闘艦7隻に加え補助艦7隻の計14隻からなる『ウラジオ艦隊』が出港。その動きに対応し、自衛隊法第81条の2「警護出動」を適用した第5護衛隊群も大湊基地を出港する。
翌日0:00、近隣住民の全員避難が完了したため、稚内分屯地に特殊作戦群の潜入が開始する同タイミングで、武装勢力から「(人質である)自衛隊員の解放」が宣言され、部隊隊長や基地司令などの幹部を除き隊員が解放される。
04:30、ウラジオ艦隊は宗谷海峡に向け転舵。大湊基地に待機中だった第5護衛隊群はウラジオ艦隊を追尾する。
11:00、ロシア国連大使より、日本国連大使に「基地に侵入した勢力は民間極右組織の武装要員で、ロシア連邦政府や軍とは何ら関係が無い」と伝えられる。
12:10、日本国政府はロシアによる一連の軍事行動を「武力攻撃事態」と認定。全自衛隊に対して防衛出動を命じる。それを受け、陸上自衛隊上富良野駐屯地の第2戦車連隊・旭川駐屯地の第25普通科連隊（現実では遠軽駐屯地）、第2特科連隊が国道40号線を北上。航空自衛隊千歳基地の第2航空団もスクランブル待機状態に移行した。
22:30、柳沢総理が、今回のロシア武装組織による行為は「盗賊行為」と非難。
同時刻、宗谷に上陸しようとして再三にわたる自衛隊の警告を無視したウラジオ艦隊揚陸艇（先遣隊）に向け、いぶき艦載機がミサイル攻撃。日ロ艦隊の全面戦闘の火蓋は切られると同時に、特殊作戦群が礼文・稚内分屯地に潜入する。
23:25、ロシア戦闘機5機による多方向同時攻撃で機関部に被弾した「ちょうかい」の浮舟艦長が、復旧を断念。総員離艦を発令し、「ちょうかい」が沈没する。 これを受け、ロシア新大統領ボグダノフが「ソ連時代からロシアと日本は第二次世界大戦の平和条約を結んでいないので戦争は続いている。」と主張した上で、ラペルザ（宗谷）海峡をグリーンゾーン（非武装地帯）にすることを要求する。そして、「要求を受け入れない場合、ロシアは北海道占領を勝利目標として日本との戦争を再開する。」と宣言し、同時刻にはウラジオ艦隊より揚陸艇の本隊が出撃。艦隊のミサイル飽和攻撃と共に、礼文・稚内両分屯地への上陸作戦が再開され、沿岸部、海中、空中で大規模な戦闘が続く。

その頃、柳沢総理からの特使としてワシントンD.C.でミシェル・ターナー米国務長官と会談中の垂水前総理は、ステルス爆撃機「B-21」による北方領土威嚇飛行を要請する。

翌日2:00頃、戦闘艦7隻中2隻が戦闘不能状態となったウラジオ艦隊は、揚陸艦隊と戦闘不能艦2隻を残し海峡を離脱。「いぶき」艦載部隊の第92航空団は海峡での揚陸阻止中のため、対艦ミサイルによる艦隊決戦となる。
互いの対艦ミサイルが射程圏内に入ると、同時に飽和攻撃を開始。第5護衛隊群では直撃弾こそなかったものの、撃墜したミサイルの破片が「まや」第2煙突付近に激突。これにより後部VLSが一時使用不能状態に陥るが、「ちょうかい」から移乗してきた隊員の協力もあり無事に復旧する。
一方、ウラジオ艦隊では飽和攻撃による混乱で5隻中2隻（「アドミラル・ゴルシコフ（級）」と「ステレグシュチイ（級）」）が衝突し、さらに「ステレグシュチイ」の艦橋に「まや」の対艦ミサイルが着弾、撃沈する。これにより戦闘継続が不可能になったウラジオ艦隊の司令官、ニコライ・ブーニン大佐は赤十字旗を掲げ『戦闘終結』を宣言する。
6:30、特殊作戦群が稚内・礼文両分屯地に突入。ロシア人部隊は白旗を掲げて降伏し、両分屯地が解放される。

一連の上陸阻止戦闘では、第92航空団のF-35BJは8機中2機撃墜、第2戦車連隊の10式戦車は16台中7台が撃破されるなど沿岸戦闘も苛烈を極めた。
オペレーション「ノーザンライツ」
前述のB-21による威嚇飛行を行う作戦名。
宗谷侵攻二日目の10:20。エルメンドルフ空軍基地からB-21が2機、F-22が4機発進し、千島列島北部松輪島、択捉島、国後島上空を威嚇飛行した。航空自衛隊はRQ-4Bグローバルホーク3機をミサイル発射機の動きを監視する為に派遣した。威嚇飛行によりロシアのミサイル発車基地のミサイル発射機は発射筒を収容した。
ベーリング海峡危機（仮称）（）
宗谷侵攻二日目の戦闘終結直後。
「ディオサⅡ号」は『北極評議会』に参加するために横浜港からベーリング海峡、北極海を通ってアイスランド・レイキャビクを目指すことを発表する。
そこで柳沢総理は牽制の意も兼ねて北欧三国（デンマーク、ノルウェー、スウェーデン）へ補給のための油槽船団の派遣を要請。三国はこれに応え、同月20日に各国を出港する。
20日10:00、柳沢総理は「ディオサⅡ号」が油槽船団とランデブーするまでの護衛として「いぶき」艦隊に出動を命じたことを記者会見で発表。
大湊基地では 「ちょうかい」の後継として「きりしま」が第5護衛隊群に編入される。

22日、「ディオサⅡ号」はアイスランド・レイキャビクで開催される『北極評議会』に参加するために横浜港を出港。北欧三国の油槽船団とのランデブーのため、ベーリング海峡に向かう。
23日10:00、第5護衛隊群が大湊基地を出港。津軽海峡の東沖で「ディオサⅡ号」と合流し、北上する。途中、ロシアによるドローン攻撃に見舞われるも、「きりしま」の奮闘もあり全艦無傷で切り抜ける。
25日早朝、艦隊はダイオミード諸島南方50キロに到達。後方からはダッチハーバー基地を出港した「ポート・ロイヤル」「ハルゼー」が、前方の北欧油槽船団との間には新型空母「シビリャコフ」率いる北方艦隊が迫っている中、「ディオサⅡ号」は第5護衛隊群から出立する。

## 書誌情報
- かわぐちかいじ 『空母いぶき』 小学館〈ビッグコミックス〉、全13巻
  1. 2015年9月30日発売[小 1]、ISBN 978-4-09-187210-4
  2. 2015年9月30日発売[小 2]、ISBN 978-4-09-187214-2
  3. 2016年1月29日発売[小 3]、ISBN 978-4-09-187439-9
  4. 2016年6月24日発売[小 4]、ISBN 978-4-09-187664-5
  5. 2016年10月28日発売[小 5]、ISBN 978-4-09-189223-2
  6. 2017年2月28日発売[小 6]、ISBN 978-4-09-189383-3
  7. 2017年7月28日発売[小 7]、ISBN 978-4-09-189615-5
  8. 2017年11月30日発売[小 8]、ISBN 978-4-09-189696-4
  9. 2018年3月30日発売[小 9]、ISBN 978-4-09-189823-4
  10. 2018年7月30日発売[小 10]、ISBN 978-4-09-860054-0
    - 10巻 スケールモデル＆クリアファイル付き特装版[小 11]、ISBN 978-4-09-943022-1

  11. 2018年12月27日発売[小 12]、ISBN 978-4-09-860159-2
  12. 2019年4月26日発売[小 13]、ISBN 978-4-09-860306-0
  13. 2020年6月30日発売[小 14]、ISBN 978-4-09-860645-0
- かわぐちかいじ 『空母いぶき GREAT GAME』 小学館〈ビッグコミックス〉、既刊16巻（2025年5月30日現在）
  1. 2020年6月30日発売[小 15]、ISBN 978-4-09-860637-5
  2. 2020年10月30日発売[小 16]、ISBN 978-4-09-860718-1
  3. 2021年1月29日発売[小 17]、ISBN 978-4-09-860842-3
  4. 2021年5月28日発売[小 18]、ISBN 978-4-09-861054-9
  5. 2021年9月30日発売[小 19]、ISBN 978-4-09-861161-4
  6. 2022年1月28日発売[小 20]、ISBN 978-4-09-861241-3
  7. 2022年5月30日発売[小 21]、ISBN 978-4-09-861346-5
  8. 2022年9月30日発売[小 22]、ISBN 978-4-09-861420-2
  9. 2023年1月30日発売[小 23]、ISBN 978-4-09-861572-8
  10. 2023年5月30日発売[小 24]、ISBN 978-4-09-861715-9
  11. 2023年9月28日発売[小 25]、ISBN 978-4-09-862528-4
  12. 2024年1月30日発売[小 26]、ISBN 978-4-09-862686-1
  13. 2024年5月30日発売[小 27]、ISBN 978-4-09-862805-6
  14. 2024年9月30日発売[小 28]、ISBN 978-4-09-863039-4
  15. 2025年1月30日発売[小 29]、ISBN 978-4-09-863182-7
  16. 2025年5月30日発売[小 30]、ISBN 978-4-09-863431-6

## プラモデル
ビックコミック創刊50周年記念特別企画として、日本のプラモデルメーカーであるタミヤより1/700スケールで「いぶき」が模型化され、2018年5月26日に販売が開始された。キットはタミヤが同業3社と合同で展開している1/700ウォーターラインシリーズに準ずるもので、喫水線から下の船体部分は省略されているが、F-35JB・SH-60K・甲板作業車などが再現されている他、飛行甲板上のラインや艦番号などもスライドマークで再現されている。
2018年7月30日には単行本10巻にプラモデルとクリアファイルが付属した特装版が発売され、2019年5月25日には映画版の公開に合わせたスペシャルパッケージ版も販売された。

## 映画
2019年5月24日公開。主演は西島秀俊、西島の共演には佐々木蔵之介、監督は若松節朗。2018年11月16日に追加キャストが発表された。12月13日にはさらなる追加キャスト（映画オリジナルの登場人物）を発表。
同名漫画を原作とするが、様々な変更点があり、ストーリーもオリジナルのものとなっている。以下はその一例である。
- 相手国を中国から架空の国家共同体「東亜連邦」(とうあれんぽう)に変更。東亜連邦はフィリピン北東400海里に位置する建国3年の島嶼国家・カレドルフを中心に大国の干渉を嫌った周辺諸国によって設立されたもので、過激な民族主義を掲げて領土回復を主張し公海上に軍事力を展開しており、日本が領有している波留間（はるま）群島の領有権を主張し領海侵犯を繰り返している。軍事力としては、ロシア製MiG-35戦闘機[52]60機を搭載する空母「グルシャ」を中核とした「北方艦隊」の他、通常動力型潜水艦を少なくとも1隻、日本本土を射程内に収める洋上発射型長距離ミサイルを保有している。
  - ただ現実的に考えても建国3年の国家が空母機動部隊を保有できるだけの国力・技術力・人材を育てたうえで、製造と運営に必要な物資や機材を十分調達できるほどの軍事的コネクションを有するかどうかについては疑問があり、そのあまりの突拍子の無さを批判されている[53]。
- それに伴い第5護衛隊群が対峙するのも中国人民解放軍海軍北海艦隊から東亜連邦海軍北方艦隊に、東亜連邦が侵攻したのも先島諸島・尖閣諸島から波留間群島に属する架空の島「初島」にそれぞれ変更されている。
- いぶきにネットニュース記者と新聞記者が乗り込んでいる。
- 護衛艦と戦闘機を全て架空の名称に変更している。

一方、この映画でいう「近い将来」に於いても憲法が改正されていない・最近の空対空ミサイル(AAM)が前方からでも狙える点はAIM-9Xが導入されている（かつての空対空ミサイルは高温のエンジン部品から発せられる赤外線を捉えて誘導する方式であったため、敵後方からのロックオンしかできなかった。また、単純に高温の目標に対して誘導されるため、フレアを撒いたり太陽に向かって飛行することによって回避される可能性が高かった）など、設定が現実味を帯びている。ただ、自衛隊は既にいずも型護衛艦での発着艦の実験に成功しているが、艦載機にはF-35Bを使用する予定であり、映画では英空母インビンシブルのようなスキージャンプ型の甲板から発艦しているが、F35Bは短距離離陸STOLでもこのような甲板は必要ない。

### キャスト
原作と異なる役職は太字で表記。

#### 自衛隊（映画キャスト）
- 秋津竜太（航空機搭載型護衛艦「いぶき」艦長） - 西島秀俊
- 新波歳也（航空機搭載型護衛艦「いぶき」副長） - 佐々木蔵之介
- 湧井継治（第5護衛隊群群司令） - 藤竜也
- 中根和久（航空機搭載型護衛艦「いぶき」船務長） - 村上淳
- 葛城政直（航空機搭載型護衛艦「いぶき」砲雷長） - 石田法嗣
- 淵上晋（第92飛行群群司令） - 戸次重幸
- 迫水洋平（アルバトロス隊隊長） - 市原隼人
- 柿沼正人（アルバトロス隊パイロット） - 平埜生成
- 井上明則[54]（海幕広報室員） - 金井勇太
- 浦田鉄人（護衛艦「あしたか」艦長） - 工藤俊作
- 山本修造（護衛艦「あしたか」砲雷長） - 千葉哲也
- 浮船武彦（護衛艦「いそかぜ」艦長） - 山内圭哉
- 岡部隼也（護衛艦「いそかぜ」砲雷長） - 和田正人
- 瀬戸斉明（護衛艦「はつゆき」艦長） - 玉木宏
- 清家博史（護衛艦「しらゆき」艦長） - 横田栄司
- 滝隆信（潜水艦「はやしお」艦長） - 髙嶋政宏
- 有澤満彦（潜水艦「はやしお」船務長） - 堂珍嘉邦
- 大村正則（RF-4EJ偵察機ナビゲーター） - 袴田吉彦
- 備前島健（RF-4EJ偵察機パイロット） - 渡辺邦斗

#### 政府
- 垂水慶一郎（内閣総理大臣） - 佐藤浩市
- 石渡俊通（内閣官房長官） - 益岡徹
- 城山宗介（副総理兼外務大臣） - 中村育二
- 沖忠順（防衛大臣） - 佐々木勝彦
- 沢崎勇作（外務省アジア大洋州局局長） - 吉田栄作
- 赤司徹（外務省アジア大洋州局局員） - 三浦誠己
- ベイツ（アメリカ合衆国副大統領） - ダニエル・レットン（声のみの出演）

#### 東亜連邦
- 東亜連邦兵士（MiG-35パイロット） - 中島トニー
- 東亜連邦兵士（MiG-35パイロット） - ビル・フレミング（声のみの出演）

#### 一般人
- 本多裕子（ネットニュース P-Panel記者） - 本田翼[51]
- 田中俊一（東邦新聞のベテラン記者） - 小倉久寛[51]
- 晒谷桂子（本多裕子の上司） - 斉藤由貴[51]
- 藤堂一馬（本多裕子の先輩ディレクター） - 片桐仁[51]
- 吉岡真奈（藤堂一馬のアシスタント） - 土村芳[51]
- 中野啓一（コンビニエンスストア店長） - 中井貴一[51]
- 森山しおり（コンビニエンスストアのアルバイト店員） - 深川麻衣[51]
- 和田正幸（コンビニエンスストアのアルバイト店員） - 伊達円祐[51]
- 一之瀬隆（東邦新聞記者） - 岩谷健司[51]
- 今井隆利（現代日報記者） - 飯野智司[51]
- 横山由依は、平埜生成演じる柿沼正人の妻役として（子どもを抱える）写真のみ出演している。

### スタッフ
- 原作：かわぐちかいじ「空母いぶき」（小学館「ビッグコミック」連載中・協力：恵谷治）
- 監督：若松節朗
- 企画：福井晴敏
- 脚本：伊藤和典、長谷川康夫
- 音楽：岩代太郎
- 撮影：柴主高秀
- 照明：長田達也
- 録音：尾崎聡
- 美術：原田満生、江口亮太
- 編集：阿部亙英

- 配給：キノフィルムズ / 木下グループ
- 製作プロダクション：デスティニー
- 製作：「空母いぶき」フィルムパートナーズ（木下グループ、バンダイナムコアーツ、小学館、毎日放送、エネット、LIFULL、デスティニー）

### 備考
首相役を演じた佐藤浩市の発言が当時の首相安倍晋三を揶揄しているとしてネット上で炎上したが、出版元の小学館は「作品はフィクションであり、実在の人物ではございません」とする談話を出し、識者は「偏った思い込みによる全くの空騒ぎ」と指摘した。

### ボイスドラマ
映画版に関連した企画として、「第5護衛隊群かく戦えり -女子部-（映画『空母いぶき』より）」（だい5ごえいたいぐんかくたたかえり -じょしぶ-）が映画公式サイトにて5月12日から配信。キャストは全員女性声優となっている。
キャスト

- 秋津竜太、ナレーション - 上坂すみれ
- 新波歳也 - M・A・O
- 湧井継治 - 田村睦心
- 中根和久 - 三澤紗千香
- 葛城政直 - 小松未可子
- 近藤隆夫 - 川上千尋
- 山本修造 - 木村珠莉
- 浦田鉄人 - 駒形友梨
- 畑中淳 - 西薗雪乃

### テレビ放映
| 回数 | 放送局     | 放送枠             | 放送日        | 放送時間    | 放送分数 | 平均世帯 視聴率 | 備考                        |
| ---- | ---------- | ------------------ | ------------- | ----------- | -------- | --------------- | --------------------------- |
| 1    | テレビ東京 | 午後のロードショー | 2025年3月31日 | 12:45-15:40 | 175分    | 2.1%            | 地上波初放送 本編ノーカット |

- 地上波放送・関東地区のみ記載。
- 視聴率はビデオリサーチ調べ。関東地区でのデータ。